# Symplocos paniculata
Symplocos paniculata är en tvåhjärtbladig växtart som först beskrevs av Carl Peter Thunberg och Johan Andreas Murray, och fick sitt nu gällande namn av Friedrich Anton Wilhelm Miquel. Symplocos paniculata ingår i släktet Symplocos och familjen Symplocaceae. Inga underarter finns listade i Catalogue of Life.

## Bildgalleri

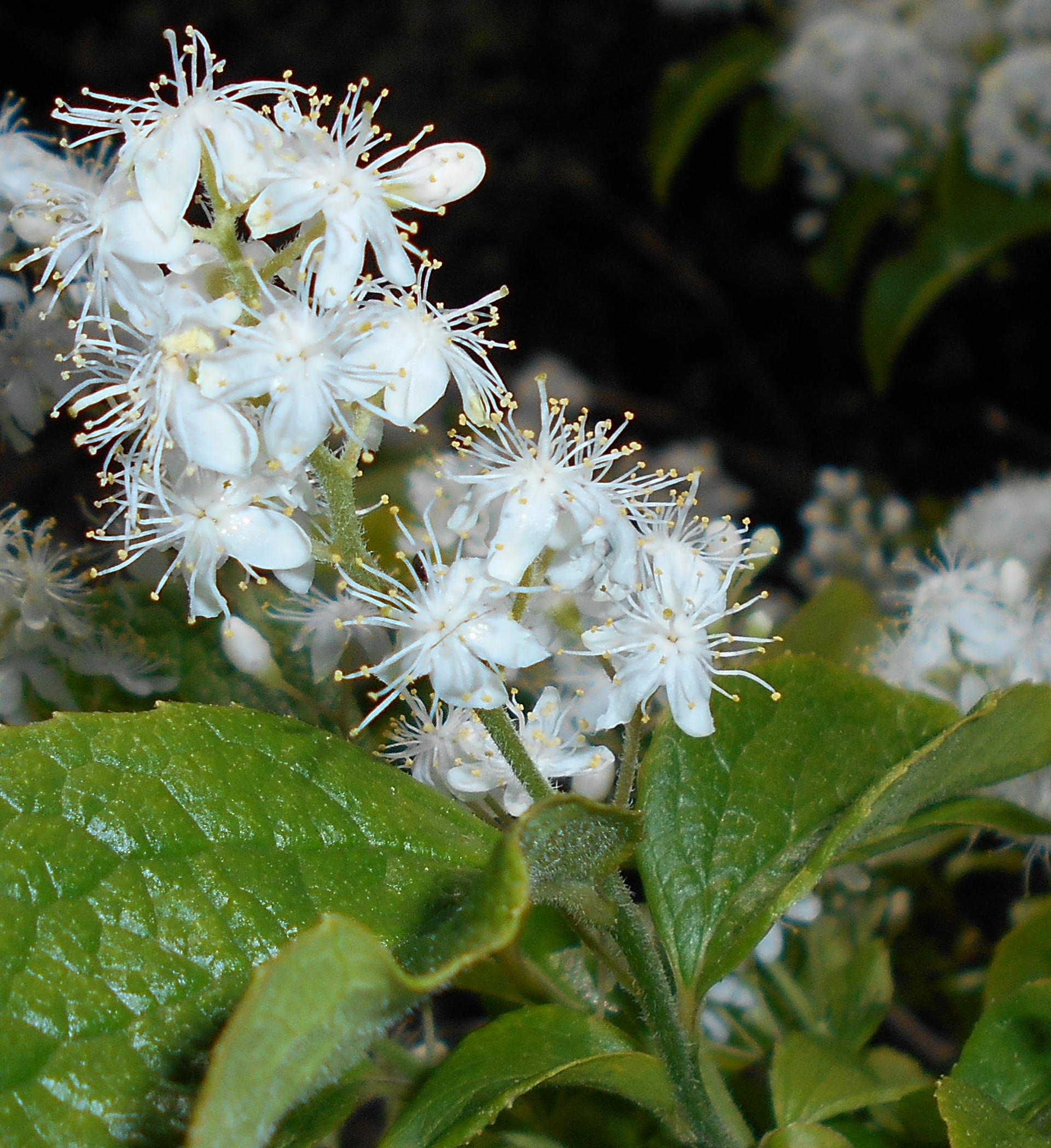
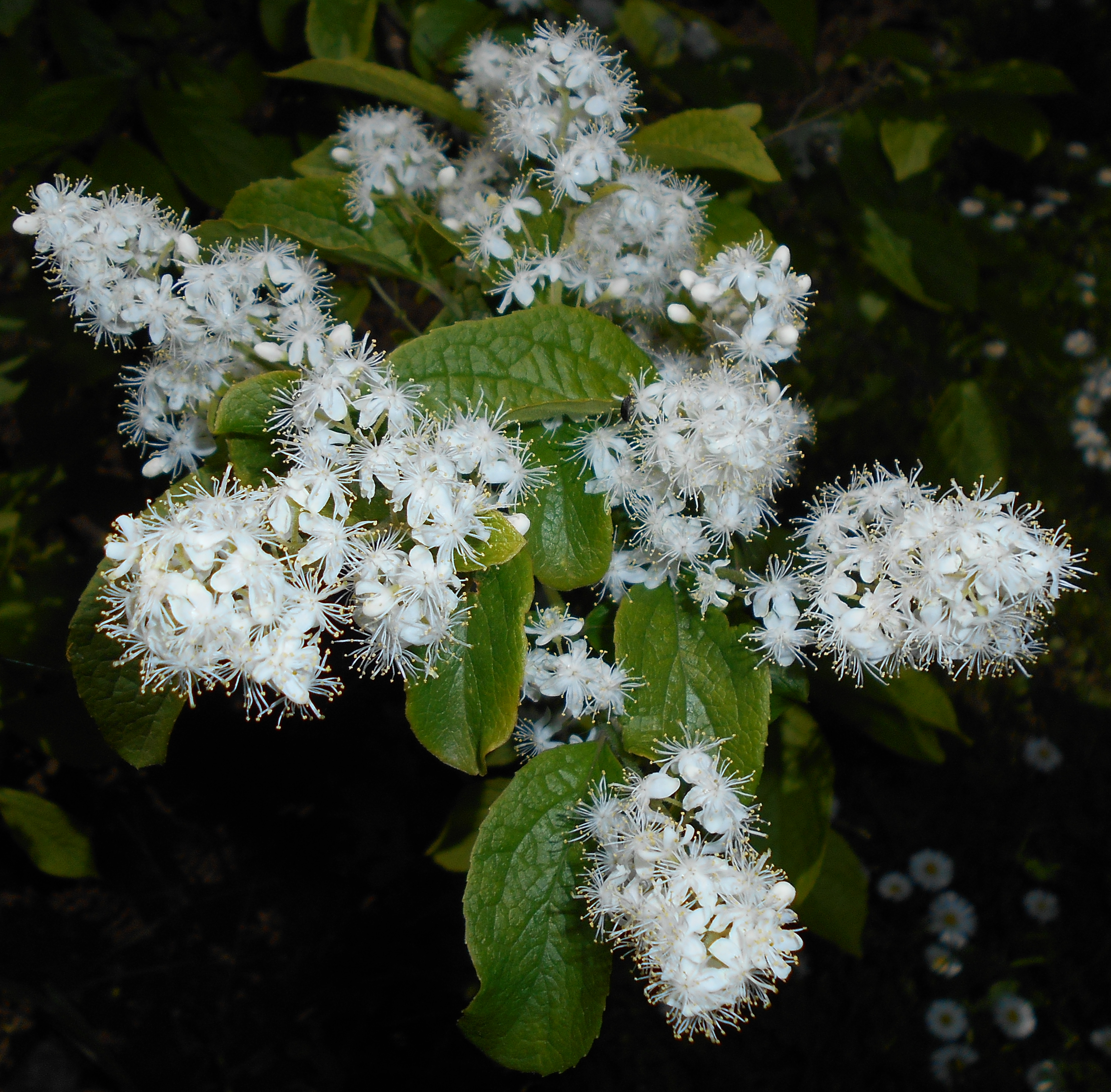
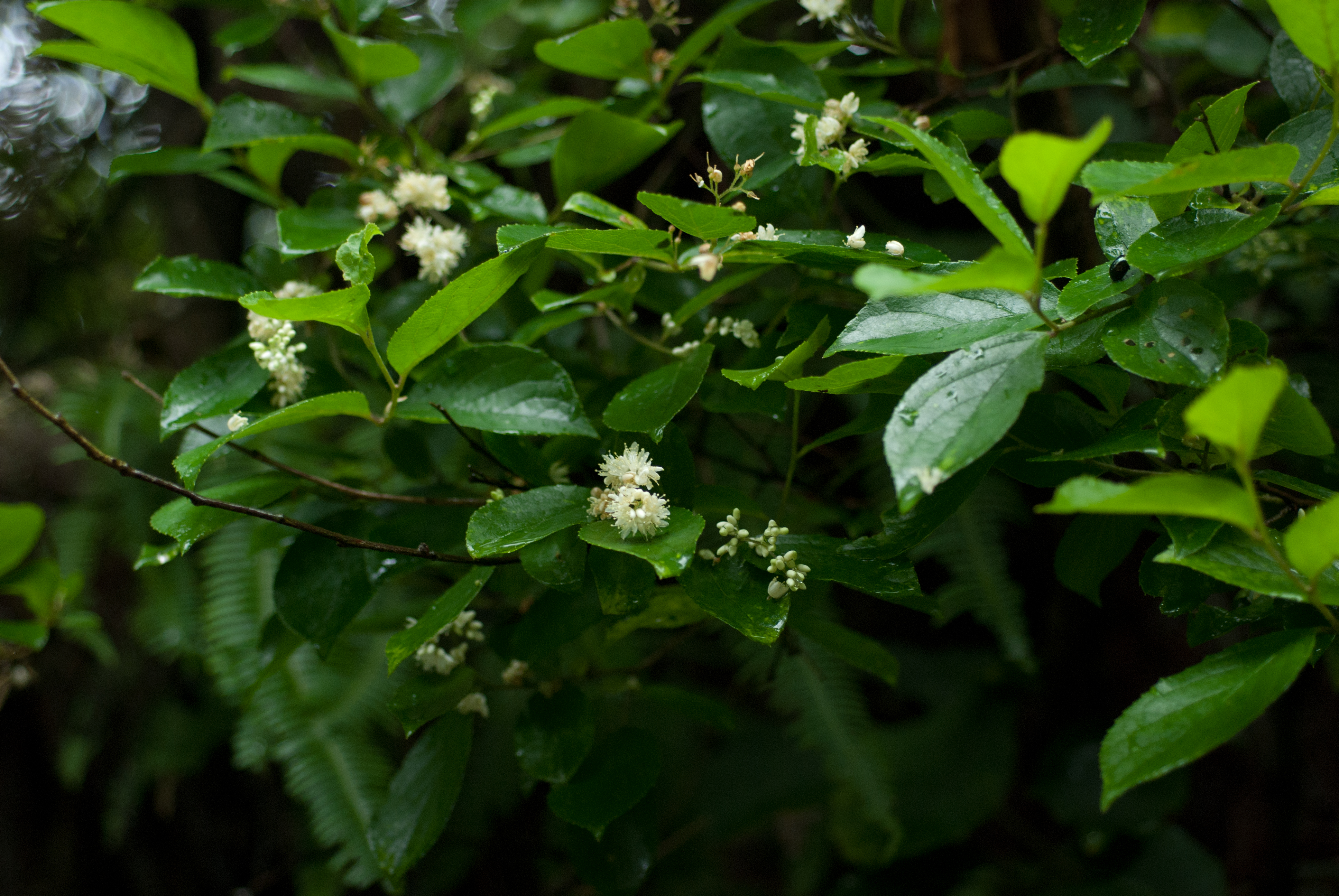
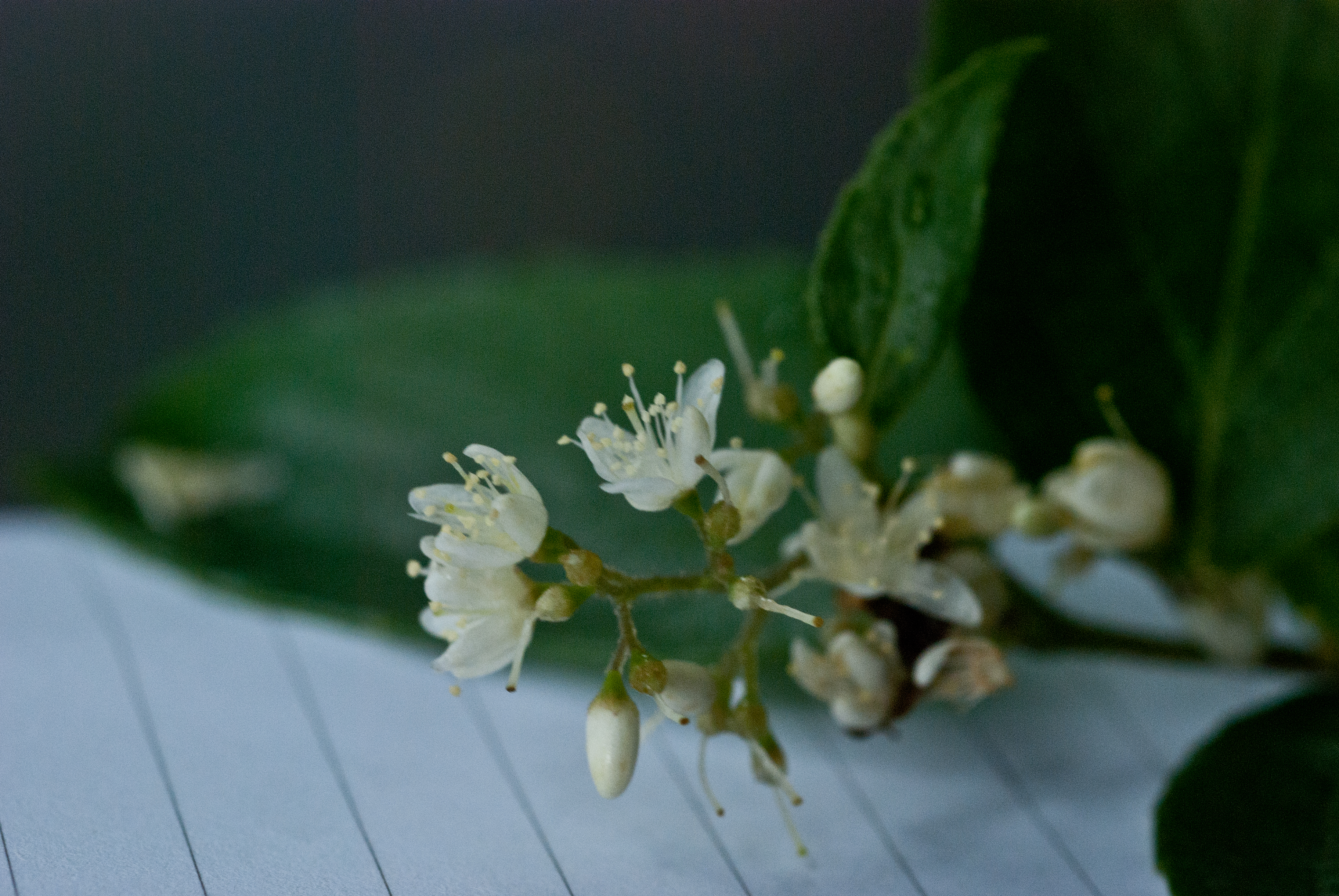
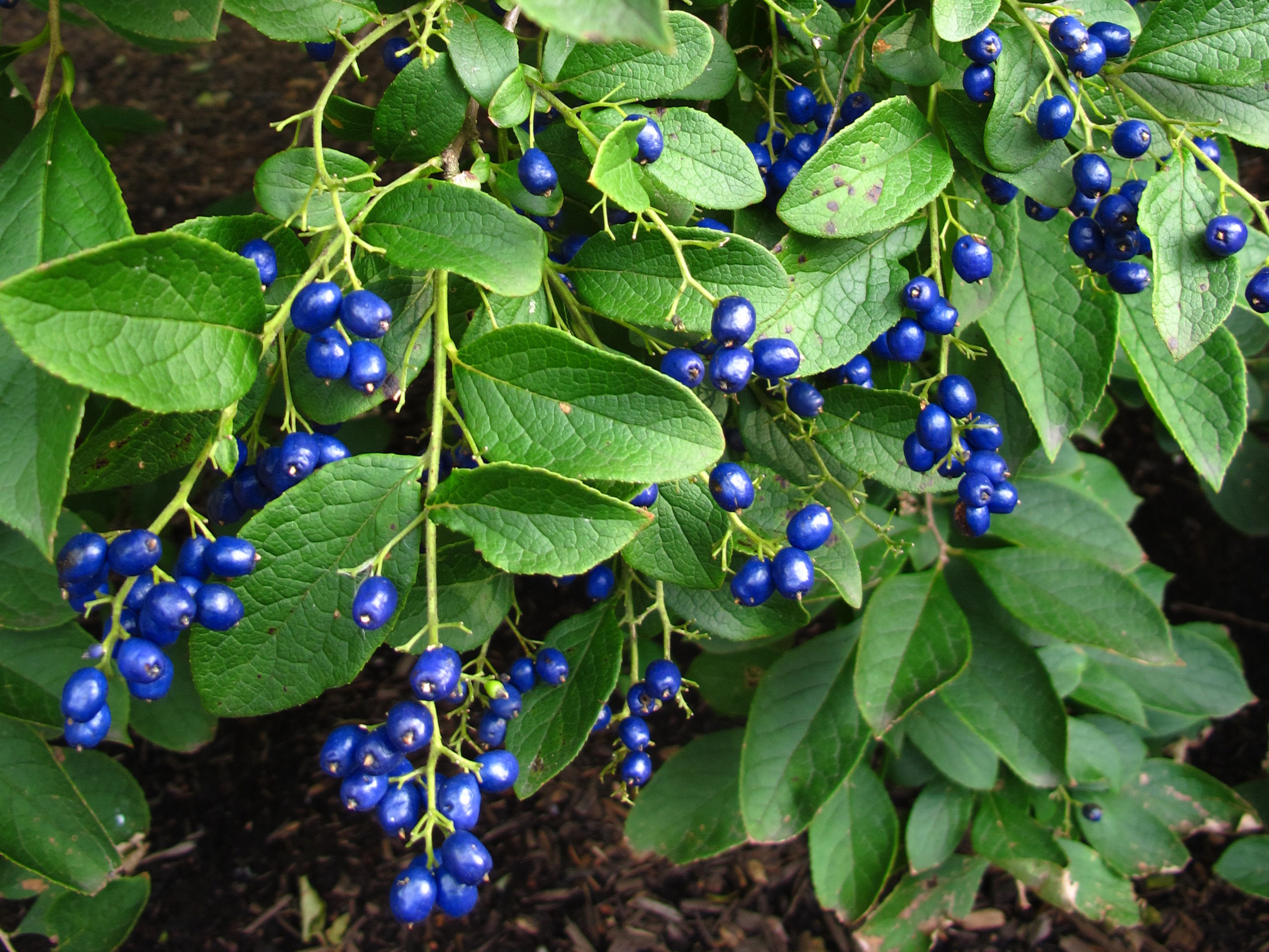
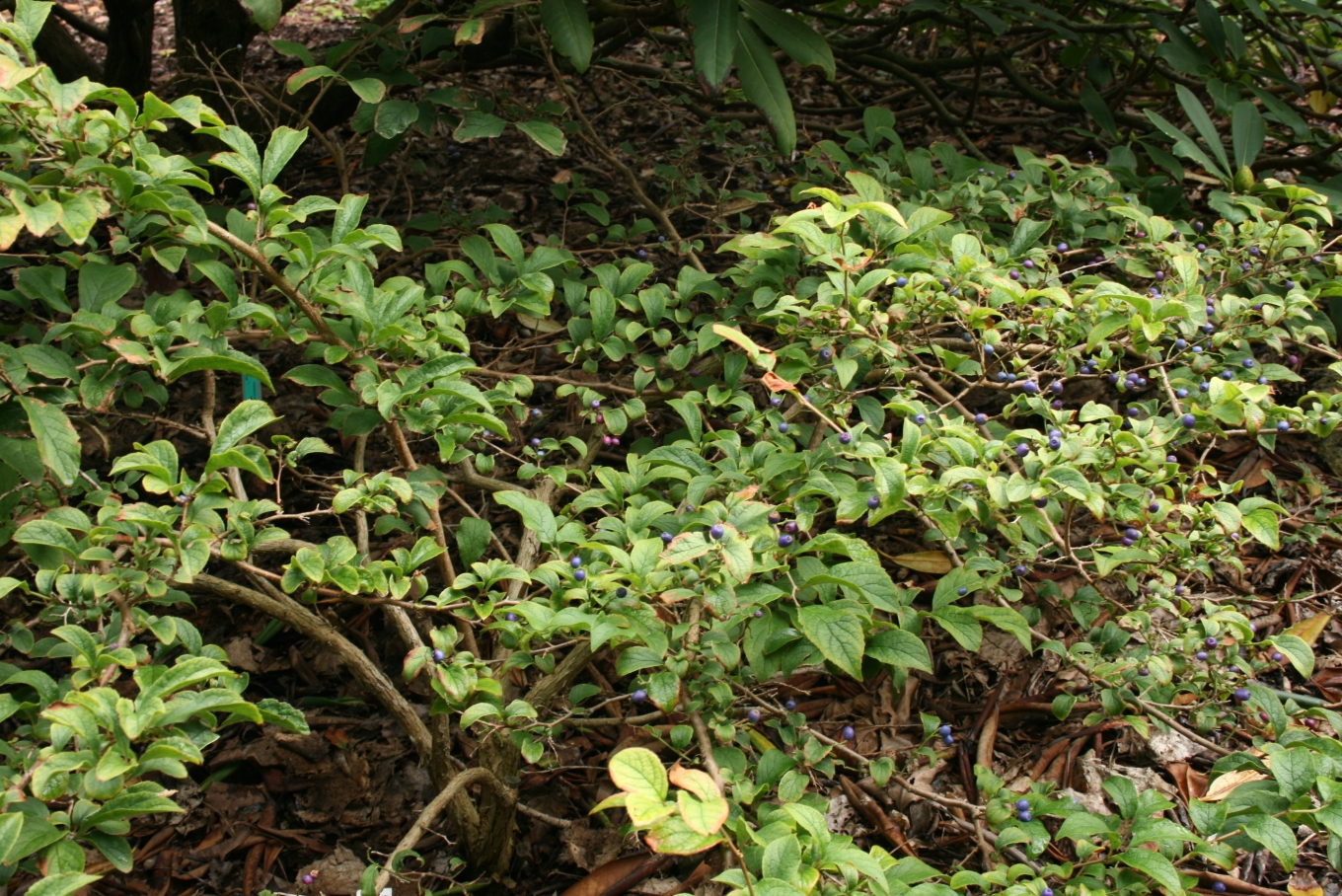
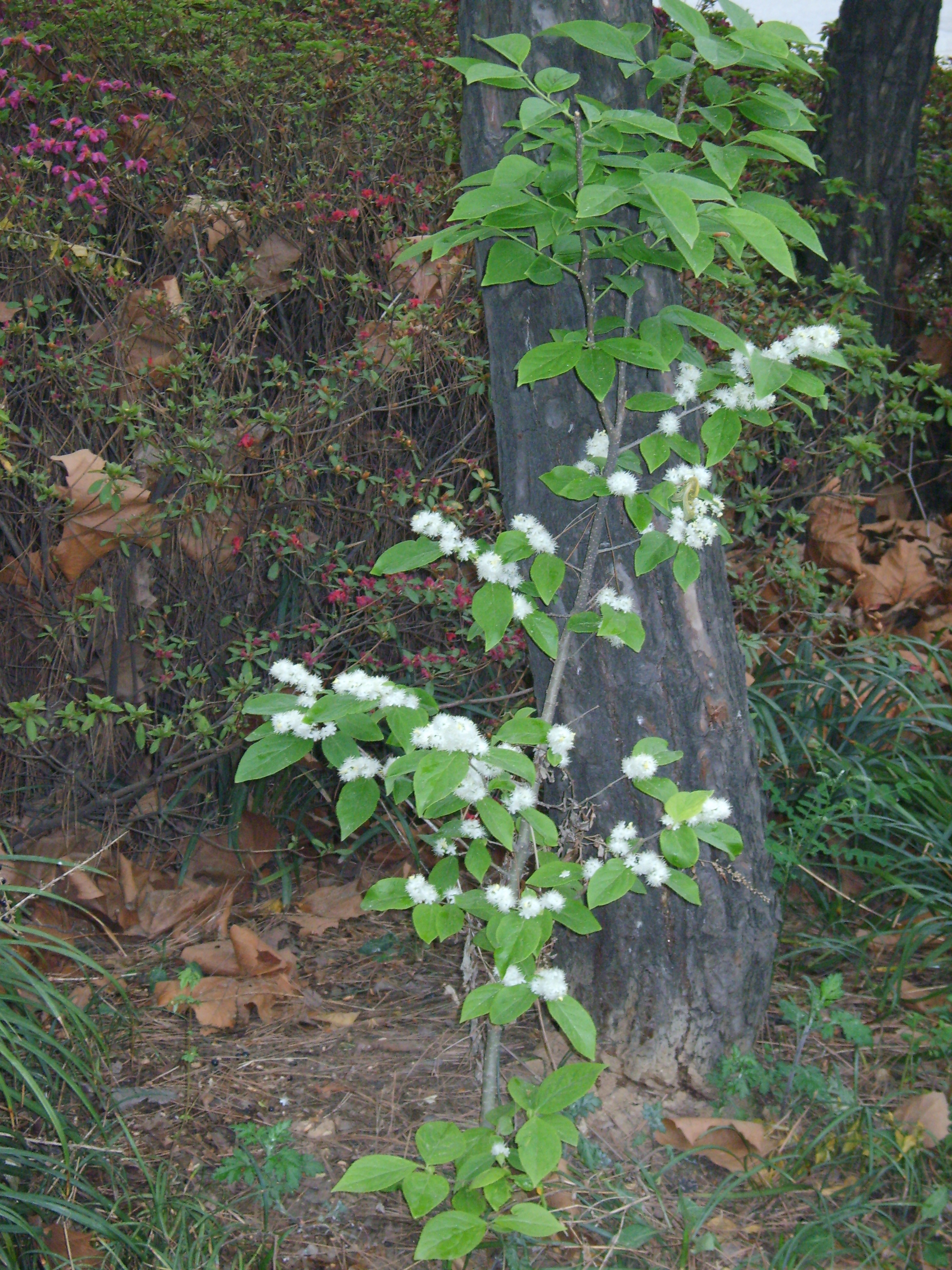